# Провінція Хванхе
Провінція Хванхе (кор. 黃海道, 황해도, Хванхедо) — одна з восьми провінцій Кореї під час правління династії Чосон. Розташована на північному заході Корейського півострова. Центральним містом провінції було Хеджу. 

## Історія
1395 року на північному заході Кореї була організована провінція Пхунхе (кор. 豊海道, 풍해도). 1417 року провінція отримала назву Хванхе від перших букв головних міст: Хванджу (кор. 黃州, 황주) і Хеджу (кор. 海州, 해주).
1895 року провінція була розформована, а на її місці були створені райони:
- Хеджу (кор. 海州府, 해주부, Хеджубу) у західній частині
- Кесон (кор. 開城府, 개성부, Кесонбу) у східній частині

1896 року райони були знову об'єднані у провінцію Хванхе.
1945 року Корея була розділена на зони окупації СРСР і США: північну і південну, кордоном яких була 38 паралель. Південна частина Хванхе довкола міст Онджін і Йонан стала складовою південнокорейської провінції Кьонгі. 1953 року після закінчення Корейської війни ця частина знов увійшли до складу провінції Хванхе. 
1954 року провінція була поділена на дві: північну Хванхе-Пукто і південну Хванхе-Намдо. Зараз обидві провінції входять до складу Північної Кореї.

## Географія
На півночі провінція Чхунчхон межувала з провінціями Пхьонан і Хамгьон, на сході — з провінцією Канвон, на півдні — з провінцією Кьонгі, а на заході омивалася Жовтим морем. 
Ландшафт на сході гірський, на заході — більш рівнинний. 
Регіональна назва для Чхунчхону — «Хесо», хоча це слово зараз практично не використовується.